# Список українських офіцерів загиблих в російсько-українській війні (2024)
Список містить імена офіцерів Сил оборони України, які загинули в 2024 році під час російсько-української війни. Поділ здійснено на вищий, старший та молодший офіцерський склад.

## Вищі офіцери
| Прізвище ім'я                  | Звання            | Підрозділ  | Дата загибелі | Обставини загибелі      |
| ------------------------------ | ----------------- | ---------- | ------------- | ----------------------- |
| Павлович Станіслав Миколайович | Генерал-лейтенант | Інстурктор | 10 січня 2024 | Помер, не бойова втрата |

## Старший офіцерський склад
| Прізвище та ім'я                 | Звання       | Підрозділ                                    | Дата загибелі   | Обставни загибелі             |
| -------------------------------- | ------------ | -------------------------------------------- | --------------- | ----------------------------- |
| Тим'як Володимир                 | Полковник    | 103-тя окрема бригада територіальної оборони | 21 січня 2024   | Невідомо                      |
| Черкас Віталій Володимирович     | Полковник    |                                              | 6 лютого 2024   | Зона бойових дій              |
| Антонищак Андрій                 | Полковник    |                                              | 27 березня 2024 | Загинув в Запорізькій області |
| Абраменко Дмитро Анатолійович    | Полковник    |                                              | 15 березня 2024 |                               |
| Ровенчук Олександр Вікторович    | Полковник    |                                              | 5 травня 2024   | [ 6 ]                         |
| Володимир Тим’як                 | Полковник    | 103-тя окрема бригада територіальної оборони | 23 січня 2024   | [ 7 ]                         |
| Іванов Олександр Олександрович   | Полковник    |                                              | 26 квітня 2024  | [ 8 ]                         |
| Рендюк Олег                      | Підполковник | 10 ОГШБ                                      | 21 січня 2024   |                               |
| Василюк Денис Олександрович      | Підполковник |                                              | 17 травня 2024  |                               |
| Калініченко Вадим Миколайович    | Підполковник |                                              | 20 квітня 2024  |                               |
| Чепіга Андрій                    | Підполковник | 4 армійський корпус резерву                  |                 |                               |
| Торбенко Максим                  | Підполковник |                                              | 2 лютого 2024   | Херсонська область            |
| Шупик Олександр Іванович         | Підполковник |                                              | 29 січня 2024   |                               |
| Цезарюк Олександр                | Майор        | 79-та окрема десантно-штурмова бригада       | 1 січня 2024    | Загинув в Донецькій області   |
| Яковенко Роман                   | Майор        | 79-та окрема десантно-штурмова бригада       | 1 січня 2024    | Загинув в Донецькій області   |
| Городніченко Микола Анатолійович | Майор        | Альфа                                        | 8 січня 2024    | Загинув в Херсонській області |
| Шпаченко Валерій                 | Майор        |                                              | 14 січня 2024   | Донецька область              |
| Іщенко Сергій                    | Майор        | Оперативне командування «Північ»             | 17 січня 2024   | не бойова втрата              |
| Скоропляс Віктор                 | Майор        |                                              |                 | Загинув в Запорізькій області |
| Лозовський Олексій               | Майор        | 10 ОГШБр                                     | січень 2024     | невідомо                      |
| Гуцал Сергій Петрович            | Майор        |                                              | 28 січня 2024   | Загинув у місті Павлоград     |
| Сидоренко Руслан                 | Майор        |                                              | 31 січня 2024   | Помер у місті Харків          |
| Риков Владислав                  | Майор        | 299 БрТА                                     | 7 лютого 2024   |                               |
| Роман Гриненко                   | Майор        |                                              | 5 березня 2024  | загинув у бою                 |

## Молодший офіцерський склад
| Прізвище та ім'я                 | Звання             | Підрозділ                            | Дата загибелі | Обставини загибелі               |
| -------------------------------- | ------------------ | ------------------------------------ | ------------- | -------------------------------- |
| Стрельбіцький Сергій Васильович  | Капітан            |                                      | 4 січня 2024  | Помер в зоні бойових дій         |
| Рибалка Михайло Олегович         | Капітан            | 116 ОБТрО                            | 5 січня 2024  | Загинув в Донецькій області      |
| Залістовський Владислав Павлович | Капітан            | 114 БрТА                             | 5 січня 2024  | невідомо                         |
| Сабіров Марат                    | Капітан            | Омега                                |               | Зона бойових дій                 |
| Ярослава Любіченка               | Капітан            | 12th Army Aviation Brigade (Ukraine) | 9 липня 2024  | Авіаційна подія                  |
| Віталій Некрасов                 | Капітан            | 12th Army Aviation Brigade (Ukraine) | 9 липня 2024  | Авіаційна подія                  |
| Рекунович Володимир              | Старший лейтенант  | 103 ОБрТрО                           | 13 січня 2024 | Загинув у Харківській області    |
| Пастушенко Роман                 | Старший лейтенант  |                                      |               | Заниув поблизу Бахмуту           |
| Лебедєв Юрій Володимирович       | Старший лейтенант  | ОПБр                                 | 28 січня 2024 | Загинув під Бахмутом             |
| Плитій Василь                    | Лейтенант          |                                      | 15 січня 2024 | Загинув в Херсонській області    |
| Oleksandr Shemchuk               | Молодший лейтенант | 12th Army Aviation Brigade (Ukraine) | 9 липня 2024  | Авіаційна подія                  |
| Кудрявцев Владислав              | Молодший лейтенант |                                      | 1 січня 2024  | село Вербове, запорізька область |
| Милян Андрій Григорович          | Молодший лейтенант | 95ОДШБ                               | 17 січня 2024 | загинув в Донецькі області       |
| Крошка Дмитро                    | Молодший лейтенант |                                      | 22 січня 2024 | Загинув у Харківській області    |
| Гринцевич Назарій Андрійович     | молодший лейтенант | бригада НГУ «Азов»                   | 6 травня 2024 | загинув у бою                    |